# Stavanger Domkirke
Stavanger Domkirke ligger i Stavanger i Norge, og stammer fra første halvdel af 1100-tallet og er den ældste stadig stående domkirkebygning i Norge. Det er desuden den eneste af landets domkirker, som har været i kontinuerlig brug siden 1300-tallet og den, der har beholdt sit middelalderlige udtryk bedst blandt landets domkirker.
Domkirken blev bispesæde, efter at Stavanger bispedømme blev oprettet omkring 1125. Fra reformationen og et par år frem blev bispedømmet styret fra Bergen, men fra 1539 blev domkirken sæde for superintendenter (biskopper) i den lutherske kirke. I 1682 blev bispesædet flyttet til Kristiansand, men ved opdelingen af dette bispedømme i 1925, hvor Stavanger bispedømme og Agder og Telemark bispedømme blev oprettet, blev Stavanger domkirke bispesæde igen.
Katedralen ligger centralt i Stavanger mellem Breiavatnet i syd og sydvest, torvet med Vågen i nord, domkirkepladsen i øst og Kongsgård i vest. Byen Stavanger voksede frem i området omkring domkirken, og kirken regnes for at være kernen i Stavanger centrum.

## Kirkens opførelse
Under krypten er der fundet ældre brandlag fra 800- og 1000-tallet og skeletter fra 1000-tallet. Hvis ikke skeletterne er flyttet fra ældre grave, har der formentlig ligget en anden kirke her eller lige i nærheden, før den nuværende domkirke blev opført.[kilde mangler]
Traditionelt antages 1125 for at være både domkirkens opførelsesår og det år, hvor bispesædet blev etableret, og hvor grundlaget for byen Stavanger blev lagt. Etableringsåret for bispesædet er imidlertid usikkert.[kilde mangler] Det vides med sikkerhed, at Stavanger var bispesæde i 1135, da bisp Reinald blev hængt. Morkinskinna beretter om en Stavangerbiskop i forbindelse med en hændelse, som er tidsfæstet til ca. 1128. Kilden regnes som ret usikker, men bør ikke helt afvises.[kilde mangler] Flere forhold peger i retning af, at opførelsen af domkirken blev påbegyndt, før Stavanger blev bispesæde. Det er ikke usandsynligt, at grundstenen blev lagt omkring år 1100 – i kong Magnus Barfods tid.[kilde mangler]
Absalon Pederssøn Beyer skrev omkring 1570 om domkirken: "...hvilken som bygt 1012, som ciphren, der er udgraven i muren, tilkjennegiver, under Magnus Barfot". En anden afskrift har årstallet 1013. Eftersom Magnus Barfod var konge 1093-1103, har det været antaget, at årstallet var en skrivefejl for 1102 (eventuelt 1103). Omkring 1770 skrev dog Hans Smidt, der var tidligere klokker i domkirken, at årstallet stod på en sten i tårnet i den gotiske del af kirken. Da denne del blev opført mod slutningen af 1200-tallet, har det været antaget, at stenen kunne være genbrug af en sten fra vesttårnet i kirkens ældste del. Som indvendinger mod dette har været fremført, at stenen kan være genbrug fra en helt anden bygning, og at tallet ikke nødvendigvis er et årstal.[kilde mangler]
Frederik Macody Lund skrev i 1919, at katedralen i Stavanger er den eneste af de fem norske katedraler, som har en sognekirkes og ikke en katedrals karakter.[kilde mangler] Han mente, at den havde været en større sognekirke – en fylkeskirke – før den senere blev ophøjet til bispesæde: "Skibets arkitektur med alle de ældste normanniske former i både profilering og ornamentering peger tilbage til tiden før år 1100."
Gerhard Fischers vurderinger af domkirken i 1964 er i høj grad knyttet til Oluf Kolsruds konklusion om, at bispesædet er fra omkring 1125. Fischer henviser samtidig til, at der er elementer i kirken, som peger mod slutningen af 1000-tallet. Mest præcist udtrykker Fischer det i det engelske resumé under omtalen af domkirkens skib: 
| Citat | The former suggest a period from about, or even prior to, 1100, and it may be questioned, whether an English master mason would have used "antiquated" details, if building operations were really started about 1125. It is a tempting theory, that before the bishopric was established, work was in progress on an earlier church. | Citat |
|       | |       |

Christopher Hohler sammenlignede detaljer i domkirken med andre kirker og mente på dette grundlag, at domkirken blev påbegyndt omkring 1105. Han mente også, at der stod en ældre kirke på stedet, og at den nye kirke blev bygget omkring denne. Den ældste kirke stod i den sydvestlige del af skibet og blev ikke revet ned, før den nye kirken var ved at være færdig. Teorien begrundes med de mange skævheder i kirken, som han mente skyldtes dårligt udsyn på grund af den gamle kirke. Ved at sammenligne størrelsen med andre samtidige norske kirker, mente han, at den var bygget som en kirke til en biskop, og samtidig lægger han vægt på, at kirken må have været påbegyndt, før kirkens indtægter øgedes stærkt ved tiende, og før den fik kanniker. Tienden blev indført lige efter 1111, da Sigurd Jorsalfar kom hjem fra sit korstog til Jerusalem.
Morten Stige skrev i 1979, at opførelsen af domkirken, ud fra stilhistoriske kriterier, blev påbegyndt mellem 1095 og 1115 og var afsluttet i midten af 1100-tallet.
Ud fra de forskellige vurderinger er det rimeligt at antage, at bygningen blev påbegyndt omkring år 1100, og at kirken i sin ældste form stod færdig omkring 1150.

## Domkirkens skytshelgener
Katedralen er viet til sankt Svithun af Winchester, en angelsaksisk biskop som levede og virkede i 800-tallet. Ifølge Anton Wilhelm Brøgger er domkirken også viet til den hellige treenighed, fordi det er en katedral, men der findes ikke dokumenter, som stadfæster dette.
Domkirken havde oprindeligt en armknogle (en "armlegg") fra Sankt Svithun, som skal være kommet fra Sankt Svithuns skrin i Winchester og være lagt i et nyt Sankt Svithuns skrin i Stavanger Domkirke. Det vides, at Sankt Svithuns helgenskrin i Winchester er blevet åbnet i 1086 og i 1150. Der findes imidlertid ingen skriftlige kilder, som knytter Sankt Svithun til Stavanger før i 1204, så der kan kun gættes på, hvornår armknoglen blev bragt til Stavanger. De fleste har ment, at kirken fik den samtidig med, at kirken blev indviet, hvilket har været antaget at være sket omkring 1125. Christopher Hohler mener, at relikvien må være kommet før 1066, mens Elbjørg Haug mener, at det skete i den periode, hvor Knud den Store var konge i England (1016–35). Knut Helle mener, at relikvien kan være kommet til så sent som i 1150. Relikvien kan imidlertid også have tilhørt den kirke, som stod på stedet, før domkirken blev bygget.
I henhold til en liste udarbejdet af biskop Hoskuld Hoskuldsson, den sidste biskop i Stavanger før reformationen, havde kirken i 1517 i alt 36 relikvier. Foruden armknoglen fra Sankt Svithun var det blandt andet relikvier fra Jesus (en linnedklud med hans blod), Jomfru Maria, apostlen Paulus, apostlen Andreas, evangelisten Markus, Olav den Hellige, Sunniva, Sankt Barbara, Edvard Bekenderen, Sankt Valentin, Sankt Stefan, Sankt Klement, Sankt Juliana, Sankt Agathe og ærkebiskop Thomas Becket.
Tilsammen er der i forskellige kilder anført i alt 17 altre og "stuker" ("stuke" bruges om et lille rum eller aflukke inde i kirken, jævnfør kapel). Der har næppe været mere end 12–13 samtidig. Altrene og stukene var i almindelighed viet til helgener: Højalteret var sandsynligvis viet til Sankt Svithun; i øvrigt findes blandt andet Mariastuken, Helligåndsalteret, Korstuken, Paulusstuken, Olavsstuken, Sjælestuken, Johannesstuken og måske et Sankt Laurensiusalter og et Sankt Mikaelsalter. Hvor disse var i kirken, er imidlertid uvist.

## Kirkens enkelte dele

### Våbenhuset
Våbenhuset er det første rum, man kommer ind i fra hovedindgangen mod vest.
Før branden i 1272 var våbenhuset et tårn, nærmere bestemt kirkens vesttårn. Ved udgravning under gulvet er fundet fundamenter til det gamle tårn, som skal have været kvadratisk. Det har været diskuteret, hvorvidt tårnet kan have været bygget før skibet, måske som et vagttårn, men det er uvist. Efter branden blev tårnet revet ned og erstattet med et lavt vestparti. I 1920–1921 var der en længere diskussion i den lokale presse om at opføre vesttårnet igen, men projektet blev forladt.
Gerhard Fischer mente i 1964, at det (romanske) kor blev påbegyndt først, og at byggeriet derefter fortsatte mod vest i romansk stil, sandsynligvis under ledelse af en bygmester fra England. Senere kom en indgangsportal og indgangsparti i gotisk stil, sandsynligvis[kilde mangler] i forbindelse med genopbygningen efter branden i 1272.
I våbenhuset findes to gravsten fra 1300-tallet: Den ene for ombudsmanden Håkon fra Reve, død 1304, og den anden for biskop Botolf Asbjørnson, død 1380. På væggen hænger et epitafium af Anders Lauritzen Smith. Epitafiet viser Matias Tausan med sine to ægtefæller. Over indgangspartiet findes klokkespillet fra 1925, som er Norges ældste klokkespil.[kilde mangler] Det havde oprindeligt 22 klokker, men i 1997 blev spillet restaureret og udvidet med 27 mere, så det i dag omfatter i alt 49 klokker.
Overgangen mellem våbenhuset og skibet har i middelalderen været mindre og kan have været på størrelse med en dør. Ved ombygningen efter branden i 1272 blev indgangspartiet ombygget og gjort større.

### Skibet
Skibet er bygget i tre dele ("treskibet"), med et hovedrum i midten og to siderum adskilt af massive cirkulære romanske søjler. Skibets mål er 25,8 gange 18 m. Søjlene er sammenknyttet i buer, og det er seks sådanne buer på hver side.
Det meste af taget inklusive tagstenene blæste ned og blev ødelagt i en storm i 1826, så der måtte lægges nyt tag på. I 1860'erne blev den daværende tagdækning udskiftet med skifer, og de gamle tagsten blev i 1920 brugt til kapellet på Eiganes gravlund.
I skibet var der jordgulv med stenfliser frem til 1860'erne, hvor der blev gravet to fod ned i jorden og lagt bjælkelag og gulvplanker. Det ældste plankegulv holdt kun nogle få år, fordi rummet under gulvet ikke var forsynet med ventilation. Det nuværende gulv er fra 1999.
Toppen af kapitælerne mod vest er udsmykket. I skibet og sideskibene er der lysekroner og lampetter lavet af Emanuel Vigeland. De gamle blev lånt ud til andre kirker og kapeller, og nogle blev lagt ned i krypten.
I middelalderen var der ståpladser til alle kirkegæster. Fra 1500-tallet var der i den forreste del af kirken faste træbænke med en dør ind til sæderne. I 1844 blev de tidligere udskårne kirkestole erstattet af nye, malede stole. På hver side af midtergangen, som var omkring fire meter bred sad kvinderne på den nordlige siden og mændene på den sydlige. Pladser kunne købes mod en årlig afgift til kirken. Disse pladser var også en handelsvare, og der kunne opstå uenighed om, hvem der ejede sæder i kirken. Der fandtes desuden små halvcirkelformede samt nogle rektangulære gallerier langs begge sidevægge i midtskibet. De stak ud mellem søjlerne og havde indgang fra sideskibene. De, som ikke havde råd til siddepladser, havde ståpladser bagerst i kirken. Ordningen blev afviklet ved restaureringen i slutningen af 1860'erne.

#### Sideskibene
På den sydlige langskibsportal i domkirken er der zigzagborter og stiliserede blomstermønstre med enkel geometrisk opbygning. Det er en almindelig dekorering, som er knyttet til middelalderens stenkirker på Vestlandet og i Trøndelag og skyldes antagelig påvirkning fra ornamentik i den normanniske stenkirkearkitektur.
Tre af siderne af kapitælet på en halvsøjle i det sydlige sideskib er dækket af et middelalderrelief, som nogle gange omtales som "Syndebukrelieffet" eller "Ragnarokrelieffet" efter forskellige forsøg på tolkning af motivet. Oddgeir Hoftun mener, at det hverken er en illustration af den bibelske beretning om syndebukken eller den norrøne mytologiske beretning om Ragnarok. Han hævder, at relieffet, som domineres af et centralt placeret stort blad med stængler til hver side, skal udtrykke et kristenpolitisk budskab: Gennem en parodieret fremstilling af en hedensk dyreofring gives der udtryk for stridighederne i datidens samfund. Morten Stige forholder sig mere traditionelt til ikonografien og tolker relieffet som en mand, der trækker en manticore eller sfinks i skægget. I midten ses livstræet og en mand med sværd, som kæmper med en løve. Det adskiller sig fra den anglo-normanniske stil og er hugget i en lombardisk stil.
I 1860'erne blev vinduerne i sideskibene udskiftet med rundbuevinduer for at få dem i samme stil som resten af skibet. Frem til dette tidspunkt var der også i sideskibet aflåste kirkestole, som støtte op mod ydervæggene, og som var ejet af privatpersoner.
I sideskibet er der i dag fire epitafier i de ender af sideskibene, som er lavet af Anders Lauritzen Smith: Ægteparret Markus Kristensen Humble og Anna Kristensdatter Trane, ægteparret Severin Pedersen Godtzen og Elisabet Kristensdatter Trane, ægteparret Johannes Hjermann og Anna Katrina Nilsdatter, og Severin Pedersen Fransen med sine to ægtefæller Agnete Sydensdatter Godtzen og Mette Matsdatter Tausan. Alle epitafierne har portrætter og farvede udskæringer med bibelske motiver og med ægteparrenes våbenskjolde. Våbnene for Trane (Thrane) og Godtzen er slægtsvåben, som er brugt gennem flere generationer, mens de andre synes at være personlige våbenskjolde. Våbnene på epitafierne er sædvanlig heraldisk udstyret med skjold, hjelm, hjelmklæde og hjelmtegn.
Et ældre epitafium af ægteparret Elisabet Pedersdatter (død 1578) og lensherren Henrik Brockenhus (død 1588) med deres malede våbenskjold er flyttet til Stavanger Museum. Et maleri af borgmester Henrik Hanssen fra 1660 er forsvundet.
De lange loftslamper i sideskibene er udført af arkitekt Jonas Hidle (f. 1912) fra Stavanger.

#### Prædikestol og galleri
Domkirken havde en prædikestol, bygget i 1554 af Nils Olavson Tømmermann. Den næste prædikestol blev skænket af Elisabet Pedersdatter (død 1578) og hendes mand Henrik Brockenhus. Den nuværende prædikestol er lavet i 1658 af Anders Lauritsen Smith. I udsmykingen. som viser en række bibelske motiver, indgår initialerne og [våbenskjoldene for lensherren Henrik Below og hans to ægtefæller Johanne Lykke og Pernille Qvitzow. Han har derfor ganske sikkert betalt for prædikestolen.
Det ældste orgel var fra 1622, og den første organist var Ludolphus Wilken, der omtales fra 1623. Orglet stod tidligere på galleriet ("pulpituret") ved overgangen mellem skibet og koret. Dette galleri blev revet ned i 1860'erne.

### Koret
Frem til branden i 1272 havde kirken et kvadratisk romansk kor med en sidelængde på 11,5 m. Det er fastslået ved de undersøgelser, som er foretaget af fundamentrester i krypten under koret. Åbningen mod skibet var på 3,4 m. Efter branden blev dele af østvæggen og det romanske kor revet ned. Koret blev forlænget til en indvendig længde på 20,5 m, og bredden indvendig er 8 m. Det blev også bygget i en ny stilart – gotikken. Der blev opført to tårne mod øst, og korets åbning mod skibet blev øget til 5,8 m under restaureringen i 1860'erne. Før restaureringen var der en mindre åbning med en halvbue øverst.
Koret var nok færdigt før biskop Arnes død i 1303, og har sandsynligvis hentet sine forbilleder fra Nordøstengland.[kilde mangler] Enkelte forhold kan tyde på, at der er kommet nye byggeledere til ved slutningen af arbejdet, men det meste er bygget af den samme mester.
Så snart man kommer ind i koret, er der på nordsiden en lille trappe med en dør til et snævert ottekantet tårn, der kun kan ses ude fra. Tårnet har en trappe med 25 trin, og det var tidligere muligt at fortsætte i en trætrappe til hen midt over koret og derfra til de to tårnrum over sakristierne.
Loftsrummene kan have været brugt som lagerrum til kostbarheder, men det er usikkert. Ved restaureringen på loftet i 1866 blev der fundet en messehagel eller korkappe på loftet, men uden at det blev fortalt, hvor loftet lå. Kappen har et billede, som er tolket til at være af sankt Svithun. Brøgger skrev, at den var et norsk klosterarbejde fra 1400-tallet. Haug mente, at den var fra omkring 1520. Den er syet om til et alterforhæng (antemensale). Den er nu udstillet på Stavanger Museum, og det kan være, at den kom fra Hospitalkirken i Stavanger.
Ved indgangen til sakristiet findes skulpturer af kong Magnus Lagabøte, kong Erik 2. Magnusson samt hertug og senere konge Håkon 5. Magnusson.
Desuden findes der i koret blandt andet:
- en døbefont, som vurderes til at være fra omkring år 1300
- en dansk bibel trykt i København i 1589 – den skal i 1600-tallet have tilhørt Anders Lauritsen Smith
- et portræt af superintendent Jørgen Erikson, som kan være malet af Peter Reimers. Portrættet er tidligst malet i 1604, sandsynligvis senere,
- alterkalk og disk givet af Laurits Clausen Scabo i 1608
- en oblatske skænket af biskop Thomas Kortsen Wegner og hans kone Anne Kristensdatter Trane[35]
- dåbsfad, lavet af Albert Sink i Stavanger i 1742
- en bispestol fra genindvielsen af Stavanger som bispesæde i 1925
- glasmalerier i østvæggen udført af Victor Sparre i 1957

Alterlysestagerne fra 1660-tallet blev solgt på i 1860'erne. Der var også tidligere en høj altertavle med udskårne figurer, som dækkede en stor del af vinduet. I november 1853 kom en "gal" mand ind og skar tavlen i stykker. Derefter blev der indsat en kopi af Bertel Thorvaldsens kristusstatue i Vor Frue kirke i København. I 1866 blev den flyttet til Petrikirken.

### Tårnene
Koret har to tårne mod øst. Nederst i hvert tårn er der et større rum. Rummet i det nordlige tårnet betegnes som sakristiet, og det i syd for skrudhuset. Hvert af rummene er på 14,5 m2. Sakristiet har sandsynligvis været brugt som kapitelhus før reformationen.

Rasmus Tveteraas skrev, at der i skrudhuset var en serie billeder af biskopperne fra Reinald til Hoskuld Hoskuldsson, og så en ny række billeder fra superintendent Jon Guttormsen til bisp Jacob Jensen Jersin. Tveteraas opgiver ikke nogen kilde til denne oplysning. I dag findes der malerier af biskopperne fra 1925 og frem i skrudhuset.
Over begge sakristier er der tårnrum. Der blev bevilget penge til de spidse tage over tårnene i 1743. Tårnrummene er ikke længere i brug.

### Krypten
Krypten er rummet under koret. Det har samme udstrækning som det oprindelige romanske kor. Der er en udvendig indgang (kælderdør) til krypten lig over for bispekapellet. I dag er krypten udgravet, indrettet som møderum og bruges i menighedssammenhæng.
I 1929 blev gulvfladen beskrevet til at være omtrent som i et almindelig beboelseshus. Der var lavt under taget, så man knapt kunne stå oprejst. Det første rum var det største, og havde tidligere været brugt som fyrrum, men blev nu brugt som lagerrum. Fra dette rum førte to forholdsvis smalle rum parallelt videre ind under koret. I det rum, som var nærmest bispekapellet var der mange fedtsten, hvoraf en del var fra trappen, som blev fundet under udgravning mellem domkirken og bispekapellet i 1917. Der var også fire hoveder i fedtsten. I det andet rum var der et skiferstenslager, og desuden lå der 15 store gravsten med indskrifter.
Begravelsesstedet viste tidligere den afdødes sociale status. I 1700-tallet var de dyreste gravsteder i Stavanger i denne rækkefølge: Under koret i domkirken, i urtegården, på kirkegården og på fattigkirkegården under Kleiva. Stanken fra kisterne steg op i kirkerummet, hvorfor den måtte ventileres ud af krypten. Det blev gjort ved at have et vindue med jerngitter uden glas. I 1805 blev det forbudt at begrave nogen under kirkerne, og omtrent på denne tid fjernedes de kister, som stod under koret i domkirken. Den store oprydning kom i 1866, da omkring 100 kister blev fjernet. Skeletterne blev begravet i en fællesgrav uden for domkirkens nordlige sideudgang. I 1958 blev fire gravsten sat op i rektorhaven langs muren mod bispekapellet. To middelaldergravstener fra krypten, som har været brugt igen, er udstillet i våbenhuset.
Under koret blev der i 1967 afdækket et ca. 80 cm tykt jordlag med kristne grave, et trækulslag og fire stolpehuller. Trkulslaget er ældre end gravene og stamme fra en brændt træbygning, som stolpehullerne var en del af. En kulstof 14-datering af kullaget viste, at det var 56 % chance for, at det stammede fra perioden mellem 860 og 1060. Senere har Paula Utigard Sandvik foretaget flere dateringer. Der er to dateringer af et brandlag fra 800-tallet. To skeletter og et brandlag er sandsynligvis fra 1000-tallet. Ved udgravning i krypten i 1867 blev der bland andet fundet en tredobbelt spiralring af guld. Spiralringe var mest i brug i vikingetiden og tidligere.